# Laglig vägg

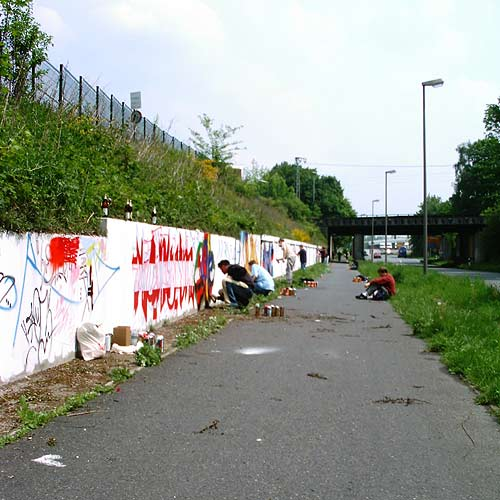
Laglig graffitivägg i Münster

En laglig vägg är inom graffitikulturen en vägg eller mur som det från officiellt håll förklarats tillåtet att måla graffiti på. För närvarande existerar ett trettiotal lagliga graffitiväggar runt om i Sverige.
Exempel på städer som försökt bli mer eller mindre fria från klotter och illegal graffiti genom att införa legala graffitiväggar, graffitiskolor och utställningsverksamhet är Norrköping i Sverige och Brygge i Belgien. I Norrköping arbetar man med klotterväggar och att bejaka hiphop-kulturen, men säger samtidigt att "vi tolererar inte målning på väggar, spårvagnar, tunnlar och annan egendom. Klotter är en kriminell handling och ska beivras enligt den lagstiftning som finns på området." I Brygge har de legala väggarna (Art Zones) kompletterats med en hård attityd mot illegal graffiti. Brygge fick European Crime Prevention Award 2001 för denna sin insats.
I graffitidebattens spår har också andra frågor aktualiserats som konstens, ungdomskulturens och reklamens roll i det offentliga rummet. År 2002 sade den svenska kulturministern att "Jag tror inte på batongmetoderna. Graffiti är ingenting som några politiker kan döda genom att föra krig. [...] Ett av de viktigaste kulturpolitiska målen som fastställts av riksdagen är just att verka för yttrandefriheten." Den lagliga vägg som funnits längst, sedan 1979, är den på P-huset Anna i Malmö.
Det är oklart om förekomsten av lagliga väggar är ett effektivt sätt att minska mängden klotter, trots att försök har gjorts  bland annat i Röda sten i Göteborg  och i Västerås . En del kommunalpolitiker anser att det inte är samhällets sak att uppmuntra till något som i huvudsak inte är tillåtet utan orsakar stora kostnader för skattebetalarna.
Den amerikanske sociologen Devon Brewer är en forskare som särskilt sökt jämföra olika bekämpningsmetoder ur flera olika perspektiv. Efter att ha gått igenom och jämfört traditionella strategier med alternativa sådana, säger han att: "Den lagliga metoden förser ungdomarna med nya möjligheter, och inte bara det: den har också potentialen att vara ett kostnadseffektivt alternativ till traditionella anti-graffitimetoder."